# Eriphia verrucosa
Eriphia verrucosa (Forsskål, 1775), favollo conosciuto comunemente come granchio fellone, foulo o pelosa è un crostaceo decapode della famiglia Eriphiidae.

## Distribuzione e habitat
È una specie diffusa nel Mediterraneo, nel Mar Nero e nell'Atlantico orientale (dal golfo di Biscaglia alla Mauritania).
Vive prevalentemente tra gli anfratti rocciosi del piano mesolitorale, spingendosi talora fino a 10 m di profondità.

## Descrizione

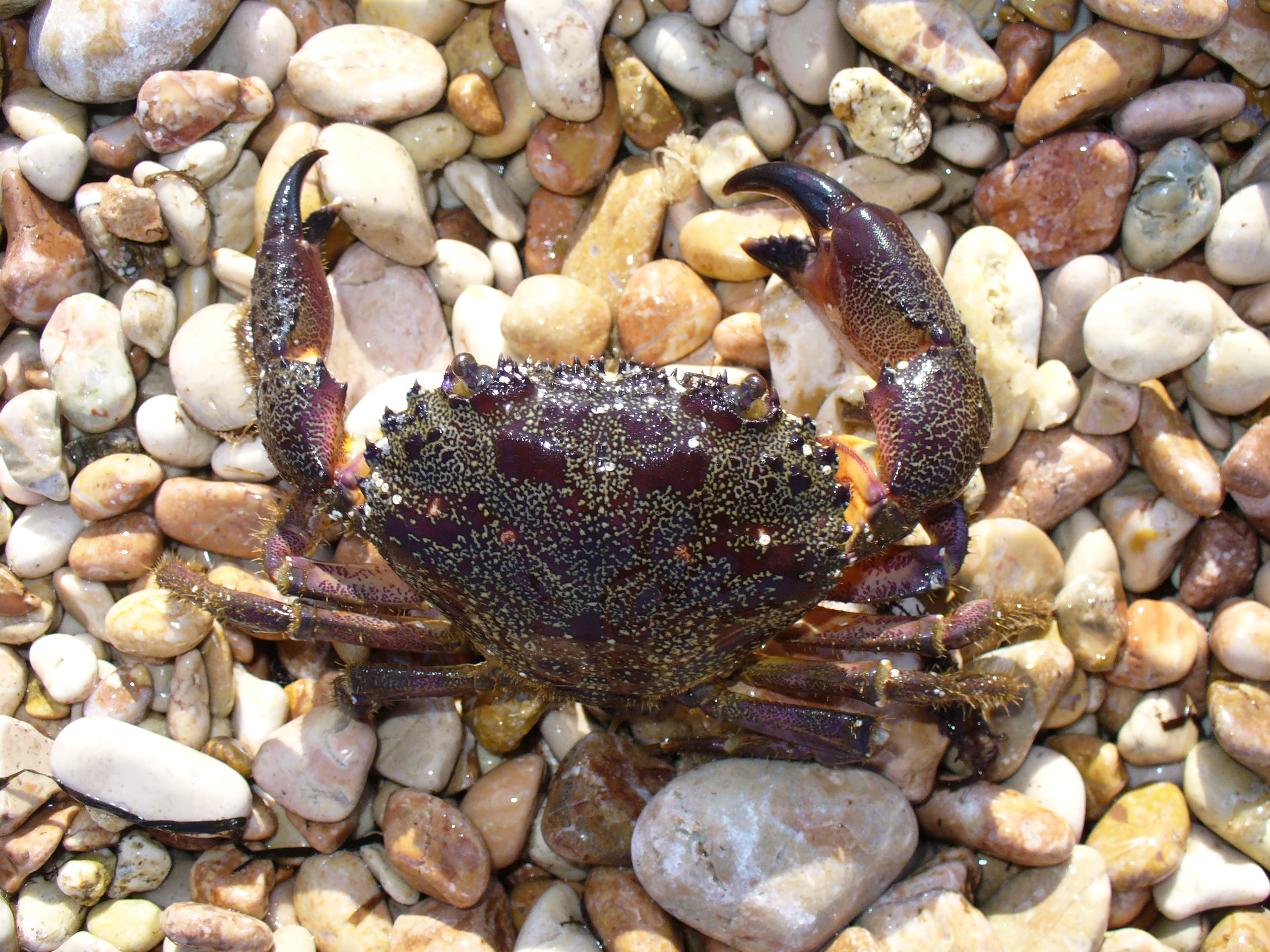

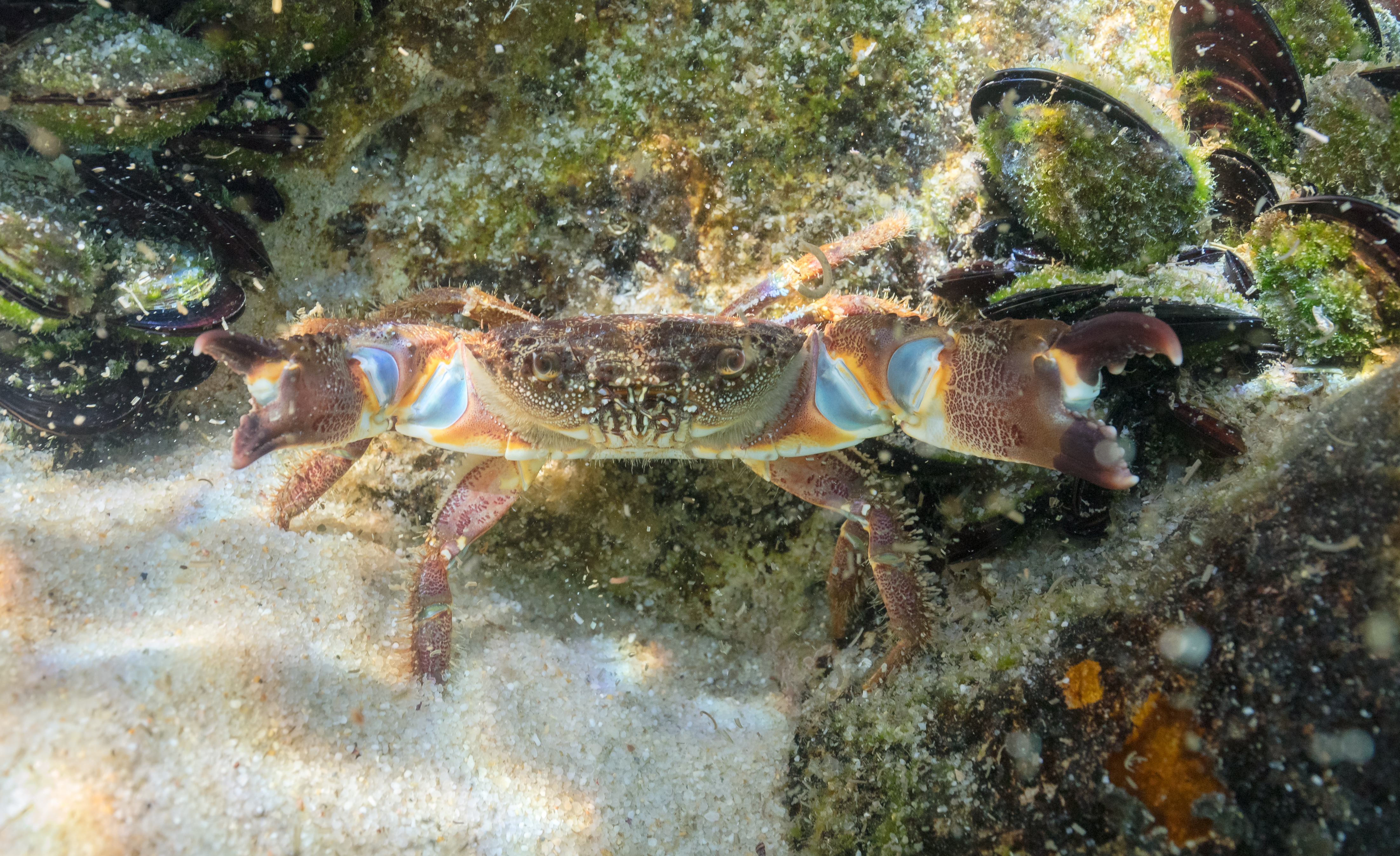
Eriphia verrucosa in atteggiamento difensivo.

Ha un carapace di forma ovale o cuoriforme, lungo sino a 10–12 cm, di colore bruno-rossiccio sul dorso e bianco avorio sul ventre, con bordo anteriore finemente dentellato.
Le chele sono robuste e asimmetriche (eterochelìa), con estremità nere, o marroni.

## Biologia
Ha abitudini prevalentemente notturne e tende ad uscire dalla sua tana al crepuscolo.
È una specie per lo più necrofaga, cioè si nutre di animali morti, ma anche di vermi, molluschi e crostacei vivi.
In primavera si sposta nelle zone di superficie, in acque meno profonde di 1 metro, la riproduzione avviene tra maggio e giugno. Ha 4 stadi larvali. È l'unica specie d'origine del Mar Nero capace di schiacciare la specie invasiva Rapana venosa.